# Gabriel Karg
Gabriel Karg (* um/vor 1570 in Augsburg; † zwischen 1630 und 1640 wohl ebenda) war ein schwäbischer Maler, der eine Zeit lang in Württemberg in Stuttgart und Tübingen, sowie in Augsburg tätig war. Er war ein Sohn des am Stuttgarter Hof tätigen Malers Hans Karg.

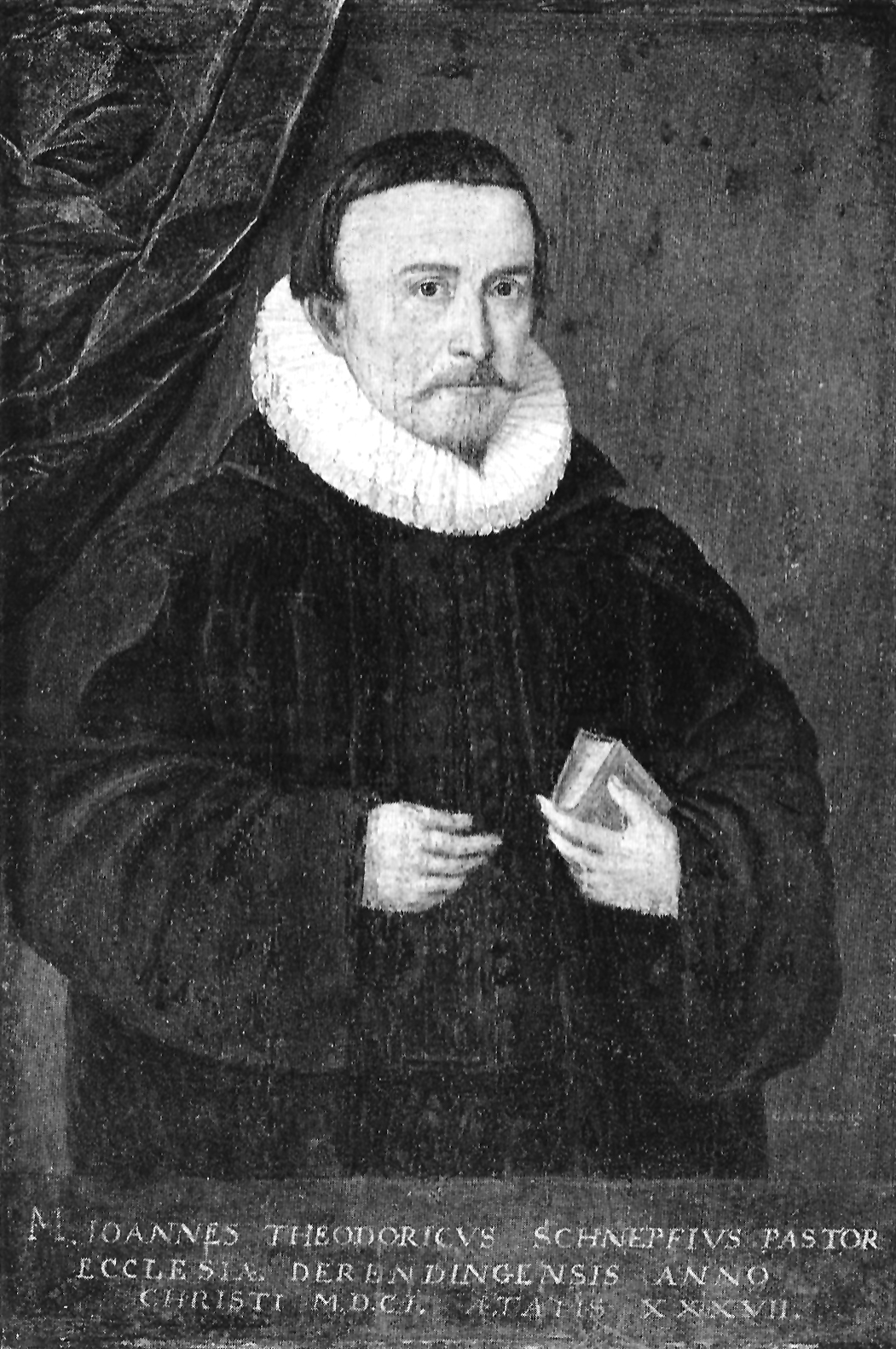
Gabriel Karg: Johann Theodor Schnepf, Pfarrer von Derendingen (Ölbildnis, 1601)

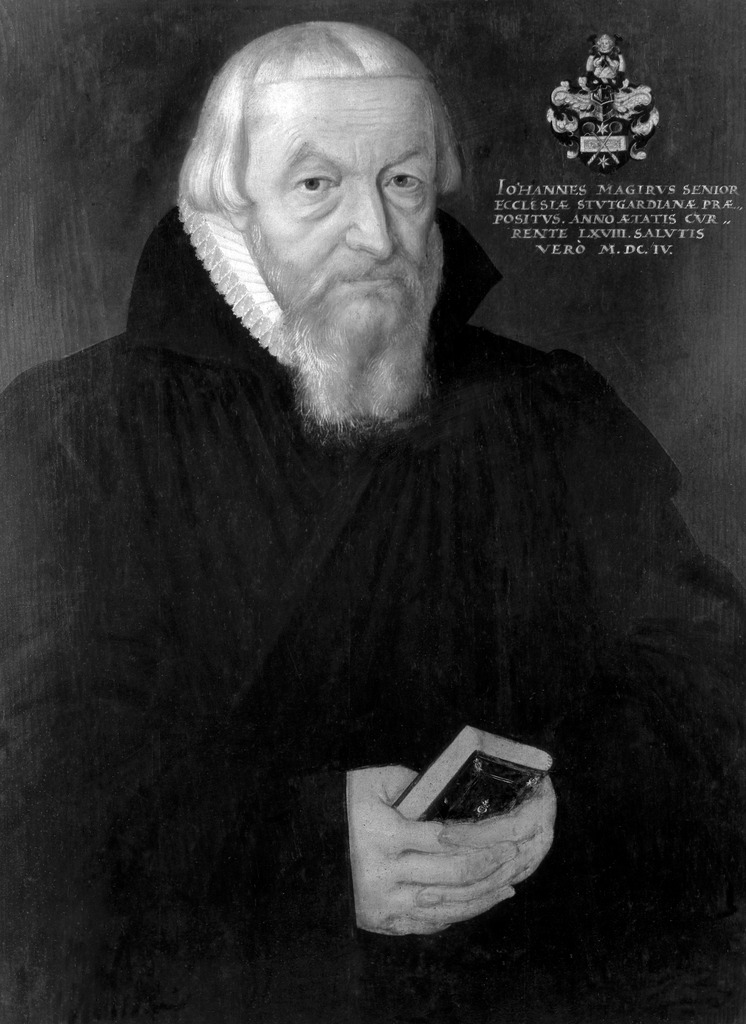
Johannes Magirus (Ölbildnis, 1604)

## Leben
Gabriel Karg kam wohl 1591 nach Stuttgart, wo sein Vater an der Ausmalung des neuen Lusthauses arbeitete und war ebenfalls an diesen Arbeiten beteiligt. Später malte Gabriel Karg – anders als sein Vater – vermutlich ausschließlich Bildnisse. 1594 malte er wohl ein Ölbildnis des Johann Magirus, von dem er nochmals 1604 ein ganz ähnliches Porträt anfertigte, das mit „G. Karg“ signiert ist. In der Suche nach entsprechend vielen zahlungskräftigen Kunden ließ er sich dann in Tübingen nieder, wo er 1601 als „illuminista“ immatrikuliert wurde. Die große Konkurrenz unter den Malern in Tübingen veranlasste ihn, Tübingen spätestens 1606 zu verlassen und nach Augsburg zurückzukehren. Aus seiner Arbeit in Württemberg sind in die neuere Zeit sechs Bildnisse erhalten geblieben, wovon sich zwei in der Tübinger Professorengalerie befinden.

## Berühmtere Arbeiten
- 1594 Johannes Magirus (Öl)
- 1600 Daniel Schrötlin [Stuttgarter Stiftspropst] (Öl, signiert „G.K.“, vernichtet 1944)
- 1600 Frau Schrötlin [Ehefrau von Daniel Schrötlin] (Öl, signiert „G.K.“, vernichtet 1944)
- 1601 Johann Theodor Schnepf [Pfarrer von Derendingen] (Öl, signiert „Gabriel Karg“)
- 1601 Prof. David Magirus (1566–1635) [Jurist] (Öl, signiert „Gabriel Karg“) (Tübinger Professorengalerie)
- 1604 Johannes Magirus (Öl) (Tübinger Professorengalerie)